# Зозуля глуха
Зозуля глуха (Cuculus saturatus) — вид птахів з родини зозулевих (Cuculidae). 

## Поширення
Гніздиться від Гімалаїв на схід до південного Китаю та Тайваню. На зимівлю мігрує до Південно-Східної Азії і на Великі Зондські острови.

## Опис
Довжина тіла 29–33 см. Верх голови і спина темно-попелясто-сірі, як і крила. Хвіст переважно чорнуватий. Ділянка від підборіддя до верхньої частини грудей попеляста. Нижня частина грудей і черево білі, вкриті чорними смугами шириною 2–4 мм (білі смуги майже однакової ширини). Палеве підхвістя часто з маленькими чорними смужками. Згин крила білий. У самиць є вохристий наліт на верхній частині грудей, а на животі у них зазвичай вужчі смуги. 